# Geistliche Verwaltung der Muslime der Russischen Föderation

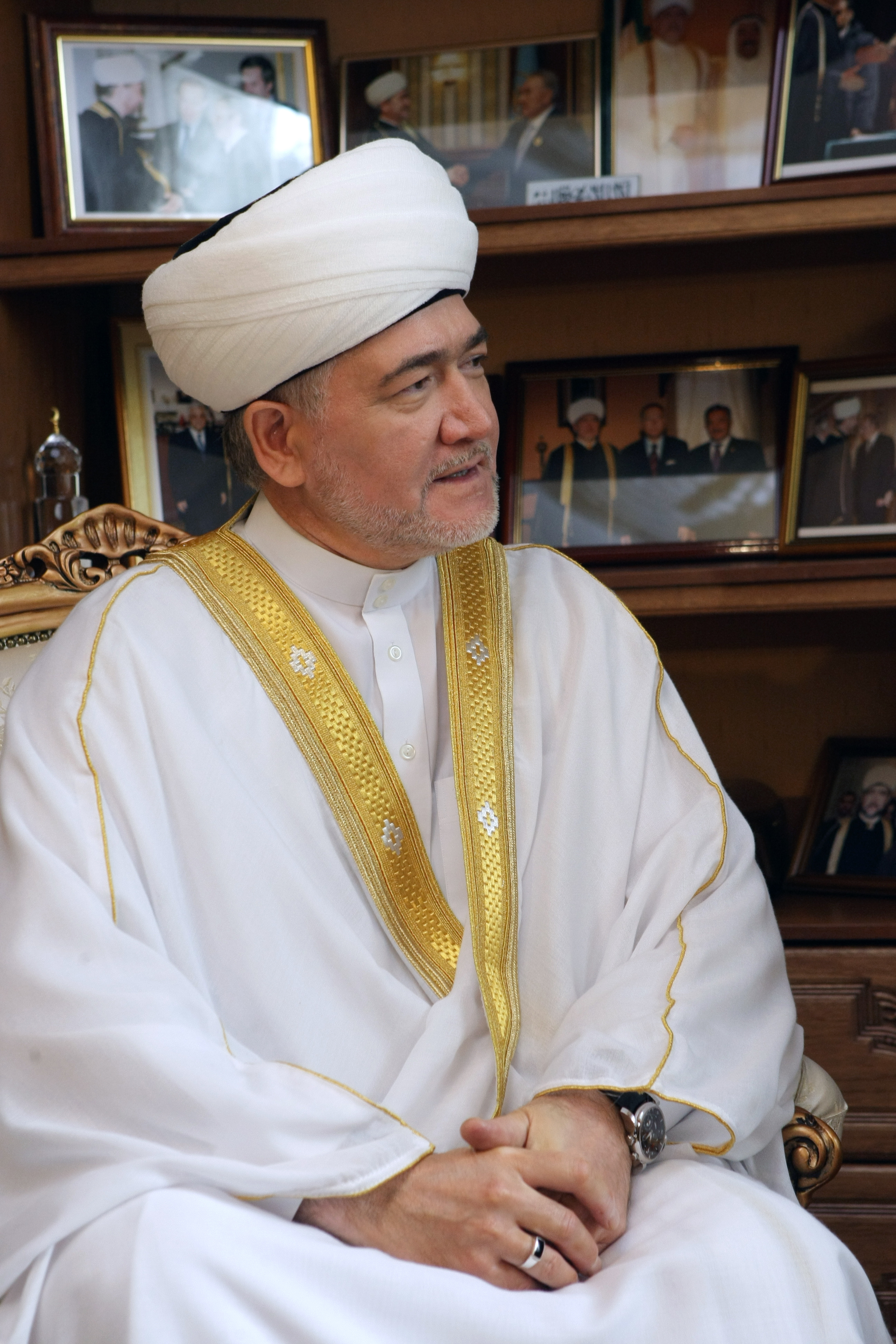
Ravil Gainutdin, Mufti und Vorsitzender der DUM RF (2010)

Die Geistliche Verwaltung der Muslime der Russischen Föderation (russisch Духовное управление мусульман Российской Федерации, Abk. ДУМ РФ / Duchownoje uprawlenije musulman Rossijskoj Federazii; DUM RF) ist eine islamische Organisation mit allgemeinem Vertretungsanspruch für die Muslime in Russland. Sie ist im November 2014 aus der "Geistlichen Verwaltung der Muslime des europäischen Teils von Russland" (Duchownoje uprawlenije Musulman ewropejskoj tschasti Rossii; DUMER) hervorgegangen, wird von Mufti Rawil Ismagilowitsch Gainutdin geleitet und hat ihren Sitz in Moskau. Hinsichtlich ihres Vertretungsanspruchs für die Muslime Russlands konkurriert die Organisation mit der Zentralen Geistlichen Versammlung der Muslime Russlands (ZDUM), die ihren Sitz in Ufa hat und von Talgat Tadschuddin geleitet wird.

## Einflussbereich
Der Jurisdiktionsbereich der DUM RF erstreckt sich zwar theoretisch über ganz Russland, doch stehen in Wirklichkeit nur die muslimischen Gemeinden des Zentralen Föderationskreises unter ihrer Kontrolle, unter Ausschluss der Oblaste Brjansk, Wladimir, Lipezk und Moskau. Sie hat außerdem einzelne Gemeinden in Nordwestrussland, in der Region Krasnodar und  in der Region Perm. Insgesamt gehörten der Organisation im Jahre 2008 nur 40 Gemeinden an.

## Organe und innere Struktur

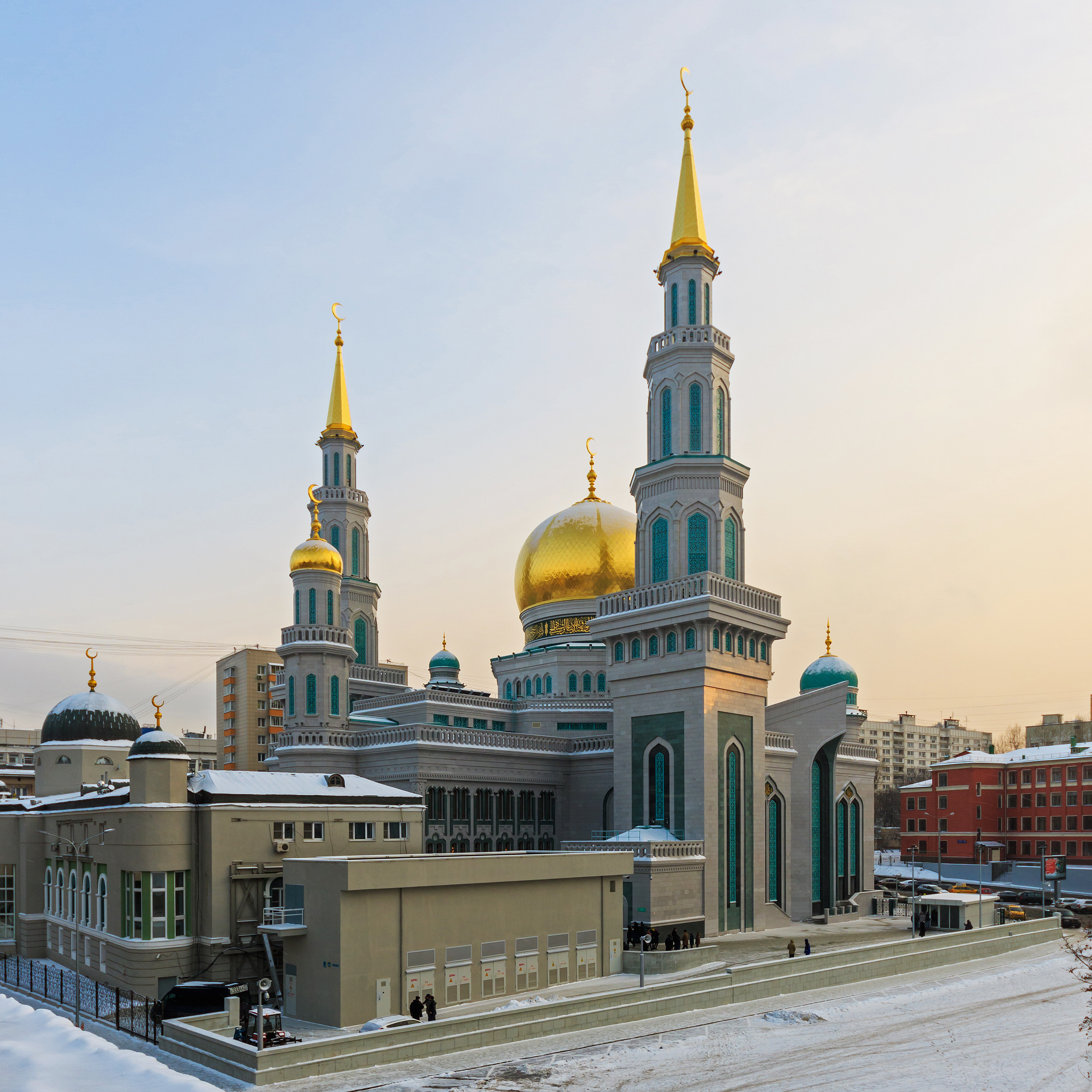
Die 2015 fertiggestellte Moskauer Kathedralmoschee, in deren Räumlichkeiten die DUM RF ihren Sitz hat.

Der Sitz der DUM RF befindet sich im Komplex der Moskauer Kathedralmoschee. Höchstes Beschlussfassungsorgan ist der Madschlis, der Kongress der Delegierten der Geistlichkeit und  der Mitglieder der Geistlichen Verwaltungen unter dem Dach der DUM RF. Die unmittelbaren Geschäfte der DUM RF führen das Präsidium und der Vorsitzende. Der Präsident wird gemäß der Satzung alle fünf Jahre neu gewählt.
Nach innen gliedert sich der administrative Apparat der DUM RF in Verwaltung, Sekretariat, Buchhaltung, Pressedienst, Abteilung für internationale Angelegenheiten, Abteilung für innere Angelegenheiten, Abteilung für Bildung, Wissenschaft und Kultur, Abteilung für soziale Wohlfahrt, Abteilung für Sicherheit und Abteilung für wirtschaftlich-administrative Angelegenheiten.

### Zusammensetzung des Präsidiums
Das derzeitige Präsidium setzt sich zusammen aus:
- Rawil Ismagilowitsch Gainutdin, Vorsitzender. Er ist gleichzeitig Mufti und Präsident des Russischen Muftirats.
- Damir Chaliullowitsch Gisatullin, erster stellvertretender Vorsitzender und Geschäftsführer. Er ist für den Neubau der Moskauer Kathedral-Moschee zuständig.
- Damir Waissowitsch Muchetdinow, zweiter stellvertretender Vorsitzender, Leiter des Verwaltungsapparates. Er überwacht die Aktivitäten der Abteilung für Innere Angelegenheiten und der Abteilung für Wissenschaft und Bildung.
- Rafik Anwarowitsch Fattachetdinow, dritter stellvertretender Vorsitzender. Er ist für die Fragen der materiell-technischen Versorgung und Sicherheit zuständig.
- Schafjar Jarullowitsch Faisrachmanow, Vorsitzender der Revisionskommission.

### Bildungsinstitutionen und Presseorgan
Unter der Leitung der DUM RF befindet sich eine Reihe von islamischen Hochschulen und Lehranstalten: das Moskauer Islamische Institut unter Leitung von Damir Chajretdinow,  das Islamische Institut Ch. Faischanow von Nischni Nowgorod unter Leitung von Damir Muchetdinow, die islamische Elementarschule bei der Moskauer Kathedralmoschee unter Leitung von Dschafar Faisrachmanow, das Moskauer Islamische College unter Leitung von Islam Saripow, das Islamische College der Oblast Moskau unter Leitung von Insaf Kamalow, die islamische Elementarschule bei der Historischen Moschee von Moskau unter Leitung des Imam-Chatīb der Moschee Chasan Fachretdinow, die islamische Schule "Machinur" in Nischni Nowgorod unter Leitung von Abdulbari Muslimow, und die ebenfalls in Nischni Nowgorod befindliche islamische Schule Scheich Abduldschalil Bikkinin unter Leitung von Renat Isljamow.
Das offizielle Presseorgan der DUM RF ist die Zeitschrift Minbar Islama, die von Damir Chajretdinow herausgegeben wird und bereits seit 1994 erscheint. Sie ist auch online abrufbar. Die DUM RF vergibt die als Auszeichnung die Medaille "Für geistliche Einheit" (Sa duchownije edinenije).

## Geschichte
Die Geschichte der DUM RF geht auf das Moskauer Muchtasibat zurück, dessen Gründung am 15. Januar 1991 auf der Plenumssitzung der "Geistlichen Verwaltung der Muslime des europäischen Teils der Sowjetunion und Sibiriens" (Duchownoje uprawlenije Musulman ewropejskowo tschasti SSSR i Sibiri; DUMES) beschlossen wurde. Das Moskauer Muchtasibat war die erste zentrale muslimische Organisation in Zentralrussland und der Zentralen Schwarzerde-Region. Am 29. Januar 1994 wurde das Moskauer Muchtasibat in die "Geistliche Verwaltung der zentral-europäischen Region Russlands" (Duchownoje uprawlenije Musulman zentralno-ewropejskowo regiona Rossii; DUMZER) umgewandelt, mit einem Jurisdiktionsbereich, der den beiden Wirtschaftsregionen Zentralrussland und Zentrale Schwarzerde-Region entsprach. Zum Imam-Muchtasib der Organisation wurde Rawil Gainutdin gewählt, der den Titel eines Mufti erhielt. Am 24. September 1994 trat die DUMZER aus dem Verband der ZDUM aus. Knapp zwei Jahre später, am 2. Juli 1996, gründete Gainutdin als Gegengewicht zur ZDUM den Russischen Muftirat. Am 9. Dezember 1998 wurde die DUMZER auf einem Kongress in "Geistliche Verwaltung der Muslime des europäischen Teils von Russland" (Duchownoje uprawlenije Musulman ewropejskoj tschasti Rossii; DUMER) umbenannt. Ihr theoretischer Jurisdiktionsbereich wurde damit auf den europäischen Teil Russlands ausgedehnt, allerdings unter Ausschluss der Republik Tatarstan, der Oblaste Uljanowsk und Saratow und der nordkaukasischen Republiken.
Eine weitere Umbenennung fand beim sechsten Madschlis-Kongresses am 21. September 2014 in Moskau statt. Auf Beschluss der Delegierten nahm die DUMER den Namen "Geistliche Verwaltung der Muslime der Russischen Föderation (Duchownoje uprawlenije musulman Rossijskoj Federazii; DUM RF) an. Am 25. November 2014 wurde die Organisation unter diesem Namen vom russischen Justizministerium amtlich registriert. Rawil Gainutdin hatte die Umbenennung schon im August 2014 damit begründet, dass sich die Aktivität der DUMER über ihren ursprünglichen Jurisdiktionsbereich hinaus erweitert habe. Wörtlich sagte er: "Es ist eine bekannte Tatsache, dass unsere Geistliche Verwaltung de facto als die Geistliche Versammlung der Muslime der Russischen Föderation auftritt. Wir arbeiten nicht nur im europäischen Teil des Landes, sondern auch am Ural, im Fernen Osten und in Sibirien. Man kennt uns in Russland und im Ausland als die Geistliche Verwaltung der Muslime Russlands, ganz zu schweigen von der islamischen Welt. Den Vorsitzenden des Muftirats und der DUMER hält man überall für den Mufti Russlands." Gainutdin berief sich auch darauf, dass das Außenministerium der Russischen Föderation in Übereinstimmung mit der russischen Präsidialverwaltung seine Organisation, dem russischen Muftirat und seinem Vorsitzenden das Recht gegeben habe, Verträge mit Ministerien arabisch-muslimischer Staaten und internationalen islamischen Organisationen zu schließen. Dies zeige, dass der Präsident, die Präsidialverwaltung, die Regierung und die Behörden des Landes seine Organisation als die Geistliche Verwaltung der Muslime Russlands betrachteten und ihren Vorsitzenden als den Mufti Russlands. Deswegen müsse der Name der Organisation in Übereinstimmung mit der Realität gebracht werden.